# Phyllurus gulbaru
Phyllurus gulbaru (гулбаруйський листохвостий гекон) — вид геконоподібних ящірок родини Carphodactylidae. Ендемік Австралії.

## Поширення і екологія
Гулбаруйські листохвості гекони мешкають в ущелині Паттерсон в горах Палума на північному сході Квінсленда. Вони живуть у вологих тропічних лісах, серед стрімких скель і ущелин.

## Збереження
МСОП класифікує цей вид як такий, що перебуває під загрозою зникнення. Phyllurus gulbaru загрожує знищення природного середовища.